# Штефешть
Штефешть, Штефешті (рум. Ștefești) — село у повіті Прахова в Румунії. Адміністративний центр комуни Штефешть.
Село розташоване на відстані 88 км на північ від Бухареста, 33 км на північ від Плоєшті, 53 км на південний схід від Брашова.

## Населення
За даними перепису населення 2002 року у селі проживали 811 осіб, усі — румуни. Усі жителі села рідною мовою назвали румунську.